# The Ghost of a Thousand
The Ghost of a Thousand war eine fünfköpfige Hardcore Punk-Band aus Brighton/UK.

## Bandgeschichte
Die Band wurde 2004 von Tom Lacey, Jag Jago, Memby Jago, Gareth Spencer und Andy Blyth in Brighton gegründet. Nachdem die Band 2007 ihren Plattenvertrag mit Undergroove Records unterschrieben hatte, tourten sie einige Zeit als Vorband von Zico Chain, Gallows, Alexisonfire, Saosin, Poison the Well und Reuben. Im Februar 2009 veröffentlichten sie ihr zweites Album New Hopes, New Demonstrations über Epitaph. Im Jahr 2011 verkündete die Band ihre Auflösung. Ihr letztes Konzert spielte sie im selben Jahr im Rahmen des Hevy Music Festival in der Nähe von Folkestone.

## Diskografie

### Alben
- This Is Where the Fight Begins (27. Februar 2007)
- New Hopes, New Demonstrations (1. Juni 2009)

### Singles
- TwoByThree (25. März 2008)